# Christoph Ludwig Kämmerer

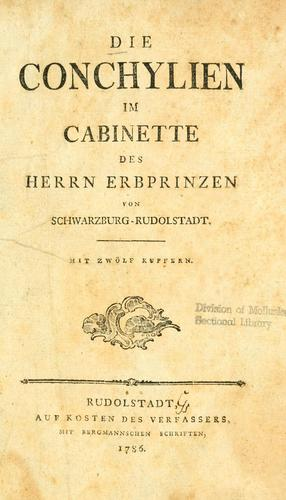
Die Conchylien in dem Cabinete...

Christoph Ludwig Kämmerer (* 13. November 1755 in Rudolstadt; † 29. Oktober 1797 ebenda) war ein deutscher Naturforscher.
Im Anschluss an den Besuch des Gymnasiums in Rudolstadt studierte Kämmerer an der Universität Jena Physik und Naturgeschichte. Nach seiner Rückkehr nach Rudolstadt erhielt er im Schloss Ludwigsburg die Aufsicht über das Naturalienkabinett des Erbprinzen und späteren Fürsten Friedrich Carl. Durch Kämmerer erhielt dieses Kabinett seine systematische Einrichtung. Die bedeutende Conchyliensammlung des Hauses beschrieb er 1786 in dem Werk Die Conchylien in dem Cabinete des Herrn Erbprinzen von Schwarzburg-Rudolstadt.
Kämmerer verfasste zahlreiche weitere Werke, in denen er seine auf Reisen durch Deutschland und Dänemark gewonnenen naturgeschichtlichen Erkenntnisse niederschrieb. Seine Werke enthielten lehrreiche und für die damalige Zeit bedeutende und neue Beobachtungen und wurden in mehrere Sprachen übersetzt.
Kämmerer starb im Alter von 41 Jahren als Sekretär der fürstlichen Kammer.

## Werke
- Kämmerer, Christoph Ludwig: Die Conchylien in dem Cabinete des Herrn Erbprinzen von Schwarzburg-Rudolstadt. Rudolstadt 1786
- Kämmerer, Christoph Ludwig: Über die Bildung der Erde. Rudolstadt 1790
- Kämmerer, Christoph Ludwig: Vermischte Schriften über Gegenstände der Natur, der Sitten und des Geschmacks. Rudolstadt 1797